# Coordonnées normales
 (10 février 2025).
En géométrie différentielle, les coordonnées normales d'un point p dans une variété différentielle munie d'une connexion affine symétrique sont un système de coordonnées locales au voisinage de p obtenu par une application exponentielle à l'espace tangent à p. Dans un système de coordonnées normales, les symboles de Christoffel de la connexion disparaissent au point p. En coordonnées normales, associées à une connexion de Levi-Civita d'une variété riemannienne, on peut en outre faire en sorte que le tenseur métrique soit le symbole de Kronecker au point p, et que les dérivées partielles premières de la métrique à p disparaissent.
Un résultat classique de la géométrie différentielle établit que les coordonnées normales à un point existent toujours sur une variété munie d'une connexion affine symétrique. Dans ces coordonnées, la dérivée covariante se réduit à une dérivée partielle (autour de p seulement), et les géodésiques passant par p sont localement des fonctions linéaires de t (paramètre affine). Cette idée a été mise en œuvre par Albert Einstein dans la théorie de la relativité générale : le principe d'équivalence utilise les coordonnées normales via les référentiels inertiels. Les coordonnées normales existent toujours pour une connexion de Levi-Civita d'une variété riemannienne ou pseudo-riemannienne. À l'inverse, il n'y a pas moyen de définir des coordonnées normales pour un espace de Finsler.